# Willem Ogier

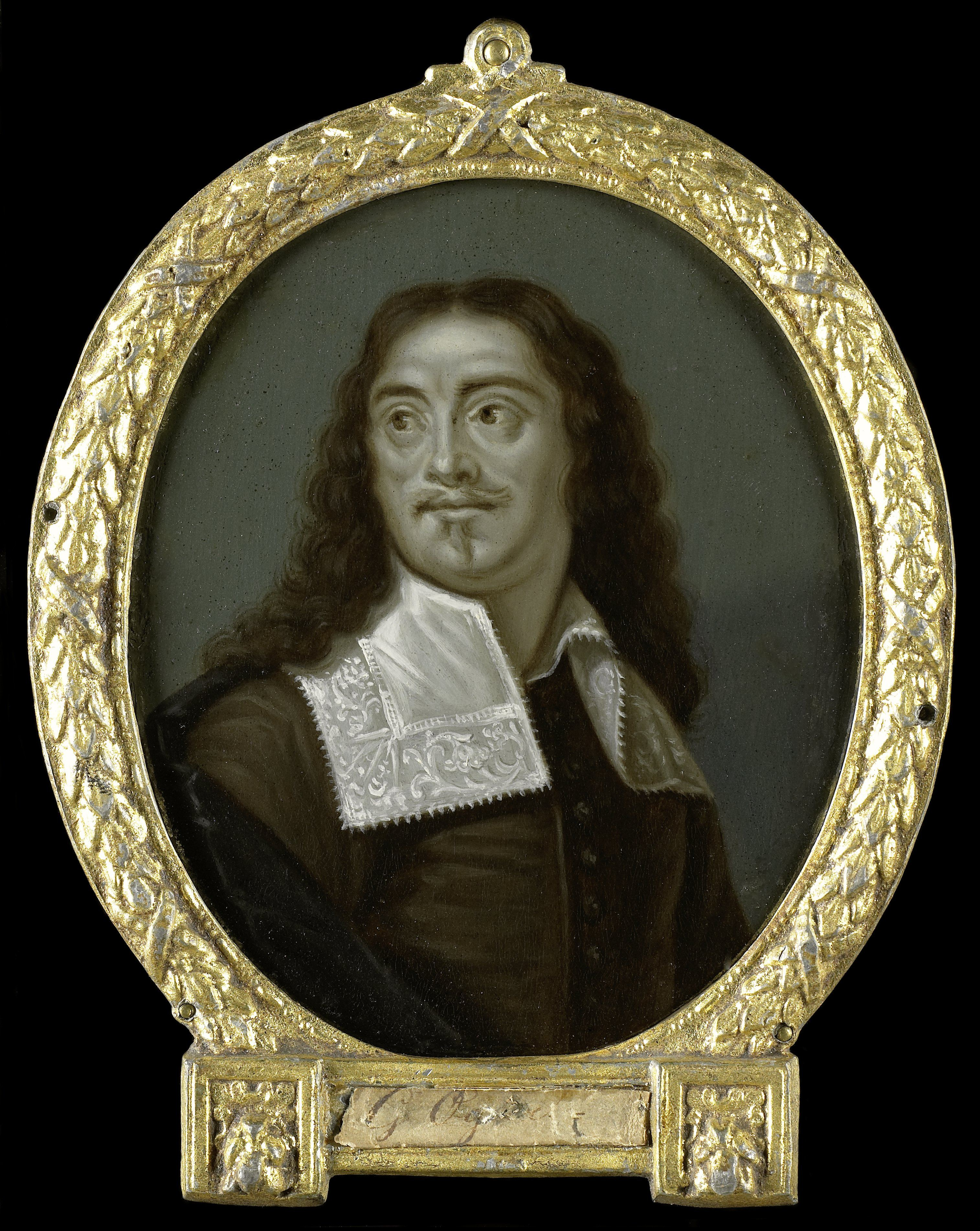
Willem Ogier

Willem Ogier, ook Guilliam Ogier, (Antwerpen, gedoopt 17 juli 1618 - aldaar, 22 februari 1689) was een Zuid-Nederlands schoolmeester, rederijker en blijspeldichter. Hoewel soms als dichter aangeduid was Ogier van eenvoudige komaf en wordt zijn op het toneel gerichte werk gekenmerkt door een kleurrijke maar tamelijke platte Vlaamse volkstaal. Hij wordt gezien als de belangrijkste toneelschrijver uit de Zuidelijke Nederlanden van de 17e eeuw.

## Werk
Ogier werd geboren in een eenvoudige familie. Kort na zijn geboorte waren zijn ouders naar Amsterdam verhuisd maar na de dood van zijn vader keerde Willem Ogier naar Antwerpen terug. Om in zijn levensonderhoud te voorzien werd hij schoolmeester. In 1644 werd hij ingeschreven in de onderwijzers-gilde, waarvan hij later (in ieder geval in 1659) Deken werd.
Op zeventienjarige leeftijd (volgens sommige bronnen reeds op vijftienjarige leeftijd) had Ogier zijn eerste blijspel geschreven, dat aanvankelijk de titel Droncken-Heyn maar later de titel De Gulsigheydt kreeg. Het duurde evenwel nog tot 1639 voor het stuk voor het eerst werd opgevoerd, en wel door de Antwerpsche Rederijkerskamer De Olijftak. Ogier was langdurig met de Olijftak verbonden en vervulde zelfs de functie van Factor (tekstdichter) van deze rederijkerskamer, tot deze in 1661 samenging met De Violieren, de rederijkerskamer van de Antwerpse Sint-Lucasgilde.
Ogiers werk heeft steeds een van de zeven hoofdzonden als thema. Zijn vroegere werk wordt gekenmerkt door knittelverzen. Uit de periode 1647 tot 1677 is vrij weinig bekend over Ogiers werk, maar in 1677 verschijnt De traegheydt, nu opgesteld in alexandrijnen. In 1682 verschenen zijn zeven korte spelen over de hoofdzonden als verzameling onder de titel De seven hooft-sonden. Ander werk van zijn hand is onder meer De Turcksche Historie van Mahomet ende Erene, een blijspel dat voor het eerst werd opgevoerd in 1661, en Belachelyck Misverstant ofte Boere Geck, voor het eerst opgevoerd in 1680. 
Pas in 2010 zou de Leydse KluchtenCompagnie weer een stuk van Ogier spelen, te weten Gramschap (Leidse Lakenfeesten 2010).

## Belangrijkste toneelwerken

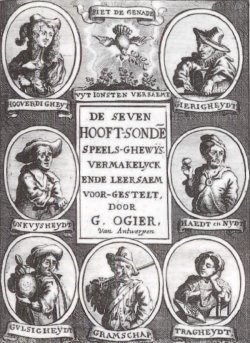
verzameldruk (1682)

- Droncken Heyn / De Gulsigheydt (1639)
- De hooveerdigheydt (1644)
- De gramschap (1645)
- De onkuysheydt (1646)
- Den haet en nydt (1647)
- De traegheydt (1677)
- De gierigheydt (1678)
- De seven hooft-sonden (1682)